# Slagelse-Næstved-banen
Slagelse-Næstved banen var en statsbane, der blev anlagt mellem Slagelse og Næstved i 1891-92 sammen med sidebanen Dalmose-Skælskør. Banen havde Danmarks længste lige jernbanestrækning på 16 km mellem Hårslev og Herlufsholm.

## Historie
Ringsted-Næstved banen blev først åbnet i 1924, så man skulle skifte i Roskilde, hvis man før 1892 rejste mellem Sydsjælland/Lolland-Falster og Fyn/Jylland. Det var et væsentligt formål med Slagelse-Næstved banen at skabe en genvej for denne trafik. Der var forslag fremme om en endnu mere direkte genvej Korsør-Skælskør-Karrebæksminde-Næstved, men den ville få et mindre opland, fordi den fulgte kysten. Hertil kom at militæret mente, at den blev for sårbar overfor angreb fra søsiden, og militære hensyn vejede tungt efter nederlaget i krigen i 1864. Nord for Næstved anlagde man – også i 1892 – Militærsporet, så man kunne køre direkte mellem Køgebanen og Slagelsebanen uden at komme ind på Næstved station og rebroussere.
Når man ikke valgte den endnu mere direkte linje mellem Slagelse og Næstved via Fuglebjerg, var det dels for at den sidebane, der skulle tilgodese købstaden Skælskør, ikke skulle blive for lang, dels fordi Fuglebjerg frabad sig at få jernbane!
I Slagelse fik man lejlighed til at forlægge København-Korsør-banen til den nuværende linjeføring tættere på bymidten. Oprindeligt fulgte banen stort set den nuværende Ndr. Ringgade, hvor Slagelses ældste station stadig kan ses på nr. 59.
De store gravearbejder øst for Slagelse blev som de første i Danmark gennemført med en gravemaskine. 

## Strækningsdata
- Åbnet: 15. maj 1892
- Længde: 40,1 km
- Sporvidde: 1.435 mm
- Skinner: 22,5 kg/m i grusballast, 1915-21 forstærket til 37 kg/m i stenballast, i 1960'erne ny ombygning af sporet Slagelse-Hyllinge
- Maks. hastighed: 70 km/t; 90 km/t fra 1923, hvor banen blev indhegnet
- Maks. akseltryk: 16 t
- Nedlagt: 23. maj 1971, herefter godstrafik Slagelse-Sandved til 1986

## Standsningssteder
- Slagelse station (Sg) i km 0,0 – forbindelse med København-Korsør-banen og Slagelse-Værslev-banen.
- Sludstrup (Sdt) station i km 8,2. Nedlagt 1. december 1959.
- Flakkebjerg (Fk) station i km 11,3. Nedrykket til trinbræt i 1966. Lå 1½ km nord for landsbyen Flakkebjerg, og den lille Flakkebjerg Stationsby opstod omkring stationen.
- Dalmose (Da) station i km 15,4 – forbindelse med Dalmose-Skælskør banen.
- Holsteinborg trinbræt i km 18,5 1926-69.
- Sandved (San) station i km 23,0.
- Hyllinge (Yl) station i km 27,9.
- Fodby (Fy) station i km 32,8. Nedlagt 1963. Lå 1 km nord for landsbyen Fodby.
- Ladby Sjælland trinbræt (Lat) i km 34,5 fra 1928 til 21. maj 1955. Lå 1 km syd for landsbyen Ladby. Fik "Sjælland" tilføjet i navnet for at undgå forveksling med Ladby Fyn på Odense-Kerteminde-Martofte Jernbane.
- Næstved station (Næ) i km 41,1 – forbindelse med Sydbanen, Lille Syd og Næstved-Præstø-Mern Banen.

### Bevarede stationsbygninger
Stationsbygningen i Sludstrup er revet ned.
- Flakkebjerg: Flakkebjerg Stationsvej 3
- Dalmose: Stationsvej 4
- Sandved: Jernbanevej 7
- Hyllinge: Hyllinge Stationsvej 1
- Fodby: Stations Alle 3

## Trafikken
Godstrafikken var den normale for et landbrugsområde, herunder også transittrafik med gødning fra Kalundborg og sukkerroer til saftstationen i Mern.
I 1937 begyndte man at køre gennemkørende persontog Korsør-Nykøbing Falster via Dalmose, men fra 1965 blev enkelte af de gennemkørende tog ført over Ringsted.
Persontrafikken ophørte 1971, men der var fortsat godstrafik fra Slagelse til Skælskør indtil 1975 og til Sandved indtil 1986. I 1982 var sporet til Næstved stadig intakt, så banens 90 års jubilæum kunne fejres med damptogskørsel på hele strækningen.

## Fodsporet
I 2007 besluttede Banedanmark at nedlægge og afhænde banestrækningen. 15. november 2011 kunne man indvie den 2,5 m brede asfalterede vandre- og cykelsti Fodsporet fra Herluf Trolles Vej i Slagelse til Herlufsholm Alle i Næstved. Den er på 37 km og følger banetracéet undtagen på ½ km mellem Fodby og Ladby, hvor den er forlagt for at krydse primærrute 22 i en tunnel. Jernbanebroen over Suså er renoveret for 1,5 mill.kr.; dens stålkonstruktion er sandblæst og malet, så levetiden skulle være forlænget med 50 år. Langs Fodsporet er der ridesti Hyllinge-Fodby. Det meste af den 11,5 km lange sidebane Dalmose-Skælskør indgår også i Fodsporet.

## Nedlagte strækninger hvor banetracéet er bevaret
I alt er 38 km af banens tracé bevaret og tilgængeligt.
- Skinner bagud til Slagelse Station fra starten af Fodsporet
- Th. efter Skalsbjergvej lå Sludstrup Station
- Fodsporet deler sig syd for Dalmose, th. sti til Skælskørbanens tracé
- Øst for Venslevvej lå Holsteinborg trinbræt
- Fodsporet forlader banetracéet for at gå under primærrute 22
- Fodsporet passerer Ladby Sjælland trinbræt
- Jernbanebroen over Suså ved Næstved